# Nemez (Film)
Nemez ist ein deutscher Kinofilm von Stanislav Güntner. Die Coming-of-Age-Geschichte in der Atmosphäre eines Film noir erzählt von den Schwierigkeiten eines Einwanderers, von der Suche nach einem Platz in der fremden Gesellschaft und davon, dass die Heimat dort liegt, wo die Liebe ist. In den Hauptrollen spielen Mark Filatov, Emilia Schüle und Alex Brendemühl.
Die Produzenten Torben Maas und Christian Füllmich von der filmschaft maas & füllmich sowie Maximilian Plettau von der Nominal Film erhielten für Nemez (Co-Produktion ZDF; Filmförderung FFF Bayern) den VGF-Nachwuchsproduzentenpreis 2012.
Der Film wurde unter anderem auf den Hofer Filmtagen mit dem Kodak Eastman-Förderpreis für die beste Nachwuchsregie ausgezeichnet und gewann beim Internationalen 29. Festival de Cine de Bogotá in Kolumbien den Silbernen Círculo Precolombino als bester Film.

## Handlung
Ein junger Russlanddeutscher, hin- und hergerissen zwischen einer neuen Liebe und seiner kriminellen Vergangenheit, kämpft in Berlin um einen Neuanfang. „Nemez“, so wird der junge russlanddeutsche Dima von seinem Boss, dem Kunstdieb Georgij, genannt. „Nemez“ ist Russisch und heißt „Deutscher“. Aus dem Jugendknast entlassen will Dima in Berlin ein neues Leben anfangen. Aber seine Vergangenheit lässt ihn nicht los: Georgij will nicht auf seine Dienste verzichten, und Dimas Vater, der sich in Deutschland nicht heimisch fühlt, möchte mit der Familie nach Russland zurückkehren. Einzig die Liebe zur Kunststudentin Nadja gibt Dima Hoffnung, doch seine kriminellen Verbindungen drohen den beiden zum Verhängnis zu werden. Dima muss alles aufs Spiel setzten, um den Weg zu sich selbst zu finden.

## Kritiken
„Mit dem Erstlingsfilm Nemez von Stanislav Güntner ist den jungen Produzenten Maximilian Plettau, Torben Maas und Christian Füllmich von der Nominal Film und der ‘Filmschaft maas&füllmich’ ein herausragendes gesellschaftspolitisches Drama gelungen. Die Geschichte des jungen Russlanddeutschen Dima, der gegen alle Widerstände seine kriminelle Vergangenheit hinter sich lassen will und auf einen Neuanfang in Berlin hofft, zeichnet sich durch hohe Authentizität aus. In ‘Nemez’ wird der ständige Kampf vieler junger Immigranten zwischen Legalität und Illegalität facettenreich in Szene gesetzt. Bis zum Schluss verfolgt der Zuschauer gespannt, ob Dima es schaffen wird, sich aus seinem kriminellen Umfeld zu lösen. Dabei führt die exzellente Schauspielleistung von Mark Filatov zu einem hohen Grad an Identifikation mit der Hauptfigur. Eine packende Coming-of-Age-Geschichte, bei der neben existenziellen Fragen nach Identität und Herkunft auch die Liebe nicht zu kurz kommt!“

„Ein klischeehafter Film mit zahllosen Konflikten und Personen, plakativ inszeniert und um eine dramaturgisch unglaubwürdige Romeo-und-Julia-Variante ergänzt, die ihrem Anspruch als Migrationsdrama gerecht wird.“

## Auszeichnungen/Preise
- Tankred-Dorst-Drehbuchpreis 2008/2009 – Bestes Drehbuch[4]
- 46. Hofer Filmtage – Kodak Eastman-Förderpreis für die beste Nachwuchsregie 2012
- VGF-Nachwuchsproduzentenpreis 2012
- Deutsche Film- und Medienbewertung (FBW) 2013 – Prädikat „wertvoll“[5]
- 29. Int. Festival Bogotà – Círculo Precolombino de Plata for best Feature
- 34. Max Ophüls Preis 2013 – Nominierung[6]
- Prix Europa 2013 – Nominierung[7]